# Paderno d’Adda

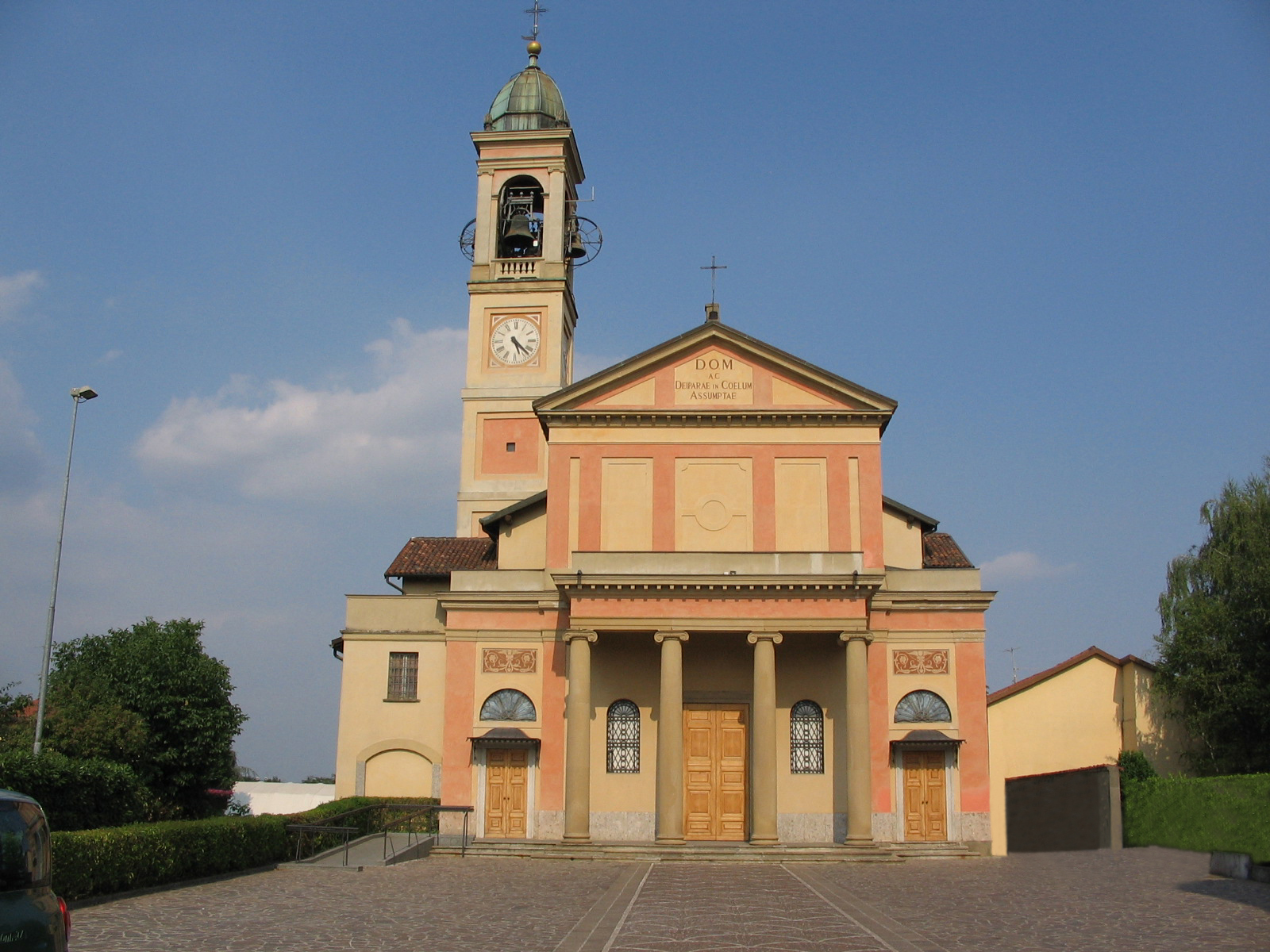
Pfarrkirche Mariä Aufnahme in den Himmel

Paderno d’Adda ist eine Gemeinde in der Provinz Lecco in der italienischen Region Lombardei mit 3878 Einwohnern (Stand 31. Dezember 2023). 

## Geographie
Paderno d’Adda liegt am westlichen Rand der Schlucht der Adda, über den die kombinierte Straßen- und Eisenbahnbrücke Ponte San Michele zur Nachbargemeinde Calusco d’Adda in der Provinz Bergamo führt. Die anderen Nachbargemeinden sind Cornate d’Adda (MB), Medolago (BG), Robbiate und Verderio. 

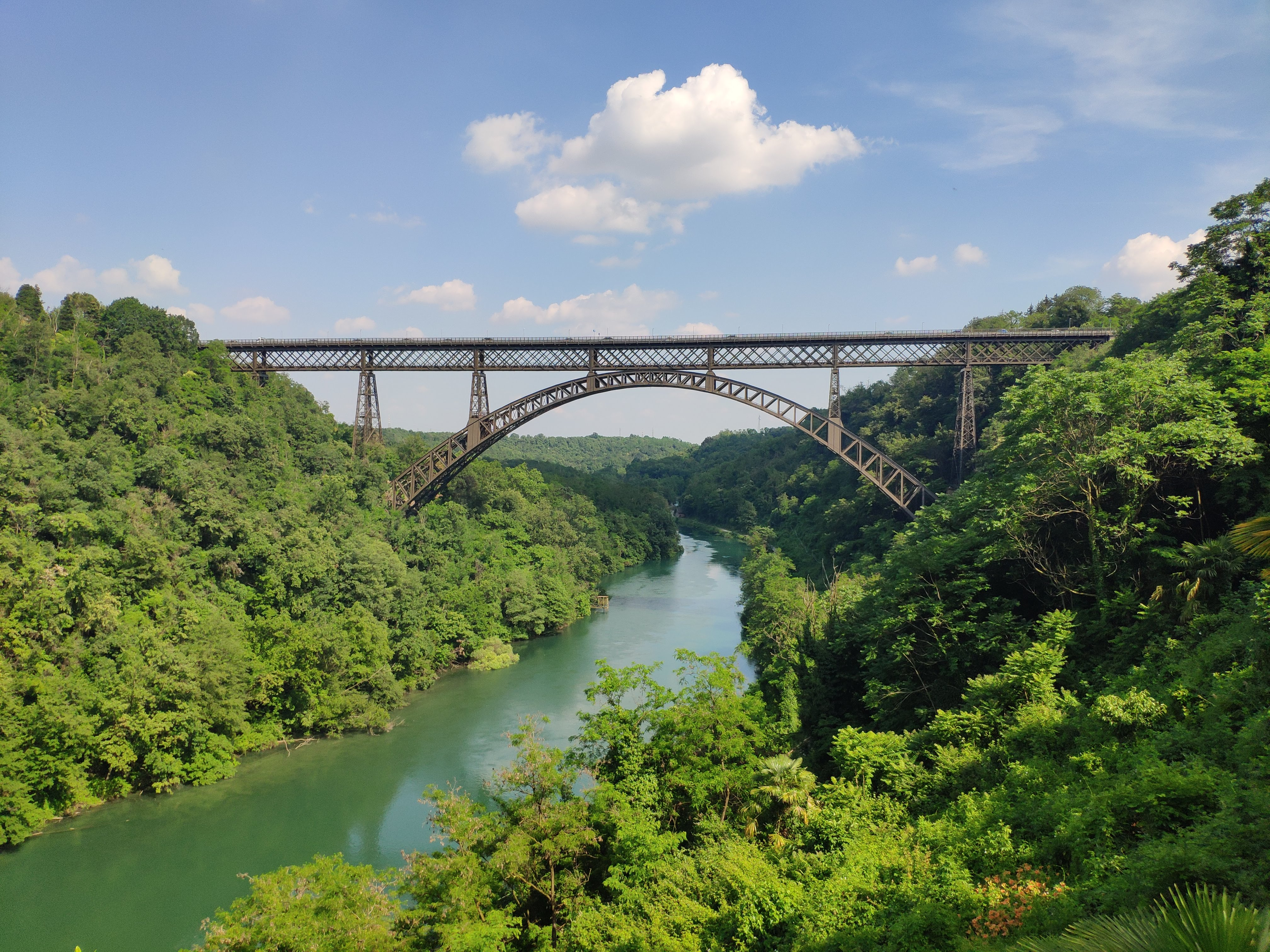
Die Straßen- und Bahnbrücke, erbaut 1887–1889

In seinem Schluchtabschnitt zwischen dem Lago di Olginate und Trezzo sull'Adda ist der Fluss ein großes Verkehrshindernis. Bei Paderno d'Adda steht eine von nur drei Brücken (neben denen von Olginate und Brivio), die ein bemerkenswertes Monument der Bautechnik des 19. Jahrhunderts darstellt, eine der bedeutendsten damaligen Ingenieurleistungen in Oberitalien. Der Ponte di Paderno, auch Ponte San Michele, ist 266 Meter lang und überspannt in 85 Metern Höhe das Tal. Die Brücke ist zweigeschossig und dient der Eisenbahnlinie Seregno-Bergamo, darüber liegt die Fahrbahn für leichten Autoverkehr, der alternierend über die ampelgeregelte Einbahn geführt wird. Erbaut wurde sie von 1887 bis 1889 nach Plänen des Schweizer Ingenieurs Jules Röthlisberger (1851–1911) von der Società Nazionale Officine di Savigliano (SNOS).

## Bevölkerungsentwicklung
| Bevölkerungsentwicklung | Bevölkerungsentwicklung | Bevölkerungsentwicklung | Bevölkerungsentwicklung | Bevölkerungsentwicklung | Bevölkerungsentwicklung | Bevölkerungsentwicklung | Bevölkerungsentwicklung | Bevölkerungsentwicklung | Bevölkerungsentwicklung | Bevölkerungsentwicklung | Bevölkerungsentwicklung | Bevölkerungsentwicklung | Bevölkerungsentwicklung |
| ----------------------- | ----------------------- | ----------------------- | ----------------------- | ----------------------- | ----------------------- | ----------------------- | ----------------------- | ----------------------- | ----------------------- | ----------------------- | ----------------------- | ----------------------- | ----------------------- |
| Jahr                    | 1861                    | 1871                    | 1881                    | 1911                    | 1931                    | 1951                    | 1961                    | 1971                    | 1981                    | 1991                    | 2001                    | 2011                    | 2022                    |
| Einwohner               | 1013                    | 1074                    | 1168                    | 1748                    | 1832                    | 1897                    | 2068                    | 2382                    | 2558                    | 2643                    | 3229                    | 3881                    | 3854                    |
| Quelle: ISTAT           |                         |                         |                         |                         |                         |                         |                         |                         |                         |                         |                         |                         |                         |

## Kultur und Sehenswürdigkeiten
- Pfarrkirche Maria Assunta[3] und  Fest Mariä Aufnahme in den Himmel, 15. August.
- Kirche Santa Marta (16. Jahrhundert), die wahrscheinlich an der Stelle der alten Kirche San Pietro errichtet wurde, die von der Pieve von Brivio abhängig war.[4]
- Santuario della Madonna della Rocchetta liegt zwischen dem Fluss Adda und dem Paderno-Kanal, innerhalb des Adda-Ökomuseums von Leonardo da Vinci. Dieses Heiligtum entstand in der Zeit der größten religiösen Begeisterung der Stadt Mailand, als der der Maria Nascente geweihte Mailänder Dom gebaut wurde. Im Jahr 1386 ließ der Mailänder Arzt Beltrando da Cornate in der Nähe der Rocchetta eine der Jungfrau Maria geweihte Kirche errichten, zusammen mit einem kleinen Haus, in dem die Einsiedlermönche des Ordens des Heiligen Augustinus leben sollten. Das Kloster der Rocchetta wurde regelmäßig gegründet und 1397 war der Prior Pater Marco da Merate. In den ersten Jahrzehnten des 15. Jahrhunderts wurde der Fluss Adda zur Grenze zwischen den Gebieten des Herzogtums Mailand und denen der Republik Venedig, weshalb einige Soldaten in das Kloster geschickt wurden; die schwierige Koexistenz überzeugte die Mönche, den Ort zu verlassen, und Filippo Maria Visconti nutzte die Gelegenheit, um eine Festung zu errichten, in die die Kirche integriert wurde. Die Mailänder Militärs konnten so sowohl die Bewegungen der venezianischen Truppen über den Fluss kontrollieren als auch die Überquerung des Flusses selbst verhindern.[5]
- Kirche von Santa Elisabetta (18. Jahrhundert).[6]
- Oratorium von Sant’Ambrogio, bereits Ende des 17. Jahrhunderts bezeugt.[7]
- Villa Gnecchi-Ruscone aus der ersten Hälfte des 19. Jahrhunderts.[8]